# Giselda Volodi
Giselda Volodi, född Giselda Mazzantini 28 september 1959 i Tanger, Marocko, är en italiensk skådespelerska.

## Roller i urval
- 1991 – Höken är lös
- 2000 – Pane e tulipani: på flykt till kärleken
- 2004 – Agata och stormen
- 2004 – Le conseguenze dell'amore
- 2004 – Ocean's Twelve
- 2008 – Miraklet vid St. Anna
- 2014 – The Grand Budapest Hotel
- 2020 – The Book of Vision
- 2024 – La Storia – ett krigsöde (TV-serie) (2 avsnitt)
- 2024 – Those About to Die (TV-serie) (10 avsnitt)